# نيد وير
نيد وير (بالإنجليزية: Ned Weir)‏ (1910 - ) هو مدرب كرة قدم ولاعب كرة قدم بريطاني في مركز الوسط. شارك مع منتخب أيرلندا لكرة القدم ومنتخب جمهورية أيرلندا لكرة القدم. أما مع النوادي، فقد لعب مع دونفرملين أثلتيك وريث روفرز ونادي دوندالك ونادي فالكيرك ونادي كلايد وSt Bernard's F.C. ‏.

## وصلات خارجية
- نيد وير على موقع عالم كرة القدم.نت (الإنجليزية)